# 犬塚あさな
犬塚 あさな（いぬづか あさな、1994年〈平成6年〉3月19日 - ）は、日本のタレントであり、女性アイドルグループ・SKE48の元メンバー。愛知県出身。舞夢プロ所属。愛称は、「わんちゃん」「あさなちゃん」。

## 略歴
2010年
9月30日、SKE48の第4期生オーディションに合格。
2014年
8月4日、「美浜海遊祭2014 SKE48 SPECIAL LIVE SHOW」において、正規メンバー昇格とチームSへと配属が発表される。
2017年
2月26日、松本慈子の退任に伴い、チームS副リーダーに就任することが発表される。
2018年
5月15日、チームS 6th Stage「重ねた足跡」公演において、グループから卒業する事を発表。
7月1日、SKE48劇場において、劇場最終公演（卒業公演）が行われ、SKE48としての活動を終了。卒業後も芸能活動の継続と翌2日付で舞夢プロに所属することを発表。

## 人物
- 特技は、ダンス、歌、水泳[2]、茶華道[5]。
- 趣味は、ダイビング、乗馬
- 実家では犬を４匹飼っている。
- YouTubeの事務所名義チャンネルにて同事務所のマネージャー、俳優とのゲームや雑談を不定期で配信している

## 参加曲

### シングルCD選抜曲

#### SKE48
- 「1!2!3!4! ヨロシク!」に収録
  - コスモスの記憶 - 「白組」名義
  - そばにいさせて
- 「パレオはエメラルド」に収録
  - 積み木の時間
- 「オキドキ」に収録
  - 初恋の踏切
- 「片想いFinally」に収録
  - 今日までのこと、これからのこと
- 「キスだって左利き」に収録
  - あっという間の少女 - 「公演頑張った組」名義
- 「チョコの奴隷」に収録
  - 冬のかもめ - 「白組」名義
- 「賛成カワイイ!」に収録
  - カナリアシンドローム - 「白組」名義
- 「12月のカンガルー」に収録
  - 消せない炎 - 「Team S」名義
- 「コケティッシュ渋滞中」に収録
  - DIRTY - 「Team S」名義
- 「前のめり」に収録
  - 素敵な罪悪感 - 「Team S」名義
- 「チキンLINE」に収録
  - 彼女がいる - 「Team S」名義
- 「金の愛、銀の愛」に収録
  - サヨナラが美しくて - 「柴田阿弥と4期生」名義
- 「意外にマンゴー」に収録
  - パーティーには行きたくない - 「Team S」名義
- 「無意識の色」に収録
  - Because どっちつかず - 「コサンガー7」名義

#### AKB48
- 「ギンガムチェック」に収録
  - あの日の風鈴 - 「ウェイティングガールズ」名義

### アルバムCD選抜曲

#### SKE48
- 『この日のチャイムを忘れない』に収録
  - その先に君がいた - 「研究生」名義
- 『革命の丘』に収録
  - ゼロベース

#### AKB48
- 『ここにいたこと』に収録
  - ここにいたこと - 「AKB48+SKE48+SDN48+NMB48」名義
- 『1830m』に収録
  - 青空よ 寂しくないか? - 「AKB48+SKE48+NMB48+HKT48」名義

### 劇場公演ユニット曲
SKE48 研究生公演「PARTYが始まるよ」
SKE48 研究生公演「会いたかった」
- 恋のPLAN

SKE48 研究生公演「制服の芽」
- 女の子の第六感（北野瑠華のアンダー）

SKE48 チームS 5th Stage「制服の芽」公演
- 女の子の第六感（中西優香のアンダー）

チームS 6th Stage「重ねた足跡」
- 赤いピンヒールとプロフェッサ―（松井珠理奈のアンダー）
- 愛のルール

## 出演

### テレビドラマ
- トクサツガガガ（2019年1月18日 - 、NHK総合） - 徳永あさ 役[6]

### バラエティ
- 発見!たまごころころコロンブス（関西テレビ放送）- 不定期出演
- ぐるっと関西おひるまえ（NHK総合テレビジョン）- 不定期出演
- おとな旅あるき旅（テレビ大阪）- 不定期出演

### ラジオ
- UP↑↑（2023年10月5日 - 、ABCラジオ） - 木曜パーソナリティ[7]

### ラジオドラマ
- 青春アドベンチャー（NHK-FM）
  - 「アゴラ６９ ～僕らの詩（うた）～」（2021年4月5日 - 16日）[8] - 田中ミドリ 役

### 舞台
- 劇団赤鬼特別公演『ミナトマチ・キネマ・パラダイス』（2024年8月17日、神戸国際会館 こくさいホール）[9]